# إيدي كيم
إيدي كيم (هانغل: 에디 킴) هو كاتب أغاني ومغني كوري الجنوبي، ولد في 23 نوفمبر 1990 في سول في كوريا الجنوبية.
في 5 أبريل 2019، وعقب فضيحة ملهى بورنينغ سان، تورط اسم كيم في فضيحة أخلاقية، حيث كشفت الشرطة أن المغني كان منضما لمجموعة دردشة هاتفية خاصة بالمغني جونغ جون يونغ على تطبيق كاكاوتالك، قام من خلاله بمشاركة صور فاضحة لنساء تم التقاطها بشكل غير قانوني ومشاركتها مع عدد من المشاهير في عام 2016. في مارس 2020، تم إسقاط الدعاوى القضائية ضده، حيث أعلنت الشرطة أن كيم شارك صورة واحدة فقط ولم يشارك في كاميرات التحرش الجنسي المولكا. كما تبين أنه لم يكن ضمن مجموعة الدردشة الخاصة بالمغني السابق المدان جونغ جون يونغ والتي شارك فيها الأخير مقاطع فيديو إباحية غير قانونية مصورة لنساء دون علمهم.

## وصلات خارجية
- إيدي كيم على موقع ميوزك برينز (الإنجليزية)